# Leptosomatina longiseta
Leptosomatina longiseta är en rundmaskart som beskrevs av Allgen 1951. Leptosomatina longiseta ingår i släktet Leptosomatina och familjen Leptosomatidae. Inga underarter finns listade i Catalogue of Life.